# 平安輪
平安輪（PING AN）是高雄市輪船公司於2009年引進的柴油驅動渡輪，繼壽山輪後，是高雄市輪船公司的第四款雙層可載運汽車渡輪。為了迎接2009年世界運動會淘汰老舊渡輪而購置，2009年7月6日與幸福輪一同下水同時首航。主要航行前鎮輪渡站往返中洲輪渡站的交通通勤線。

## 概要

### 引進簡史
2008年為了迎接2009年世界運動會所帶來的觀光人潮，高雄市輪船公司為此淘汰老舊的渡輪換新門面，採購了4艘渡輪，一艘以中洲一號為藍圖建造，另外三艘以港都輪為藍圖建造。2008年12月舉辦船名命名活動，以中洲一號為藍圖建造的渡輪命名為平安輪，以港都輪為藍圖建造的渡輪分別命名為幸福輪、健康輪以及快樂輪。在正式加入營運後，一同淘汰屆齡的中洲一號、中洲二號、港都輪以及小港一號。

### 營運
平安輪主要航行前鎮輪渡站往返中洲輪渡站的交通通勤線，由於高雄港過港隧道開通，載客量持續下降，離峰時段只有2~3名乘客搭乘，甚至空船，每年虧損約2千萬元新台幣，原本每天44個班次，於2016年減為34航班。

## 規格與構造

### 船體
船體使用鋼製造，總長23.5公尺，模寬7.5公尺，模深2.4公尺，吃水1.5公尺，總噸位120公噸，最高航速8節，船體外觀整體以白色為基底，一樓甲板以下以水藍色塗裝，二樓甲板至二樓窗戶間以紅、白、藍線條相間，三樓甲板駕駛艙前的欄杆設有紅色船名「平安」二字。

### 客艙
平安輪與壽山輪整體設計以中洲一號為藍圖建造，一樓甲板主要是提供汽車、騎乘摩托車以及腳踏車的乘客搭乘使用，可載運汽車5輛、摩托車62輛、自行車8輛。二樓甲板為載客艙，可承載191名乘客，三樓甲板為駕駛艙。一樓甲板以綠色條紋鋪面，增加車輛的抓地力。一樓至二樓甲板階梯一共有4座，但甲板階梯過於狹窄與陡峭，經常發生乘客摔傷事件，因此於2009年年底進行改造，改善過於狹窄與陡峭的問題，二樓客艙地板使用灰白相間的格子地板貼，座椅採用白色長條排椅，使用灰色飾板裝飾牆面。

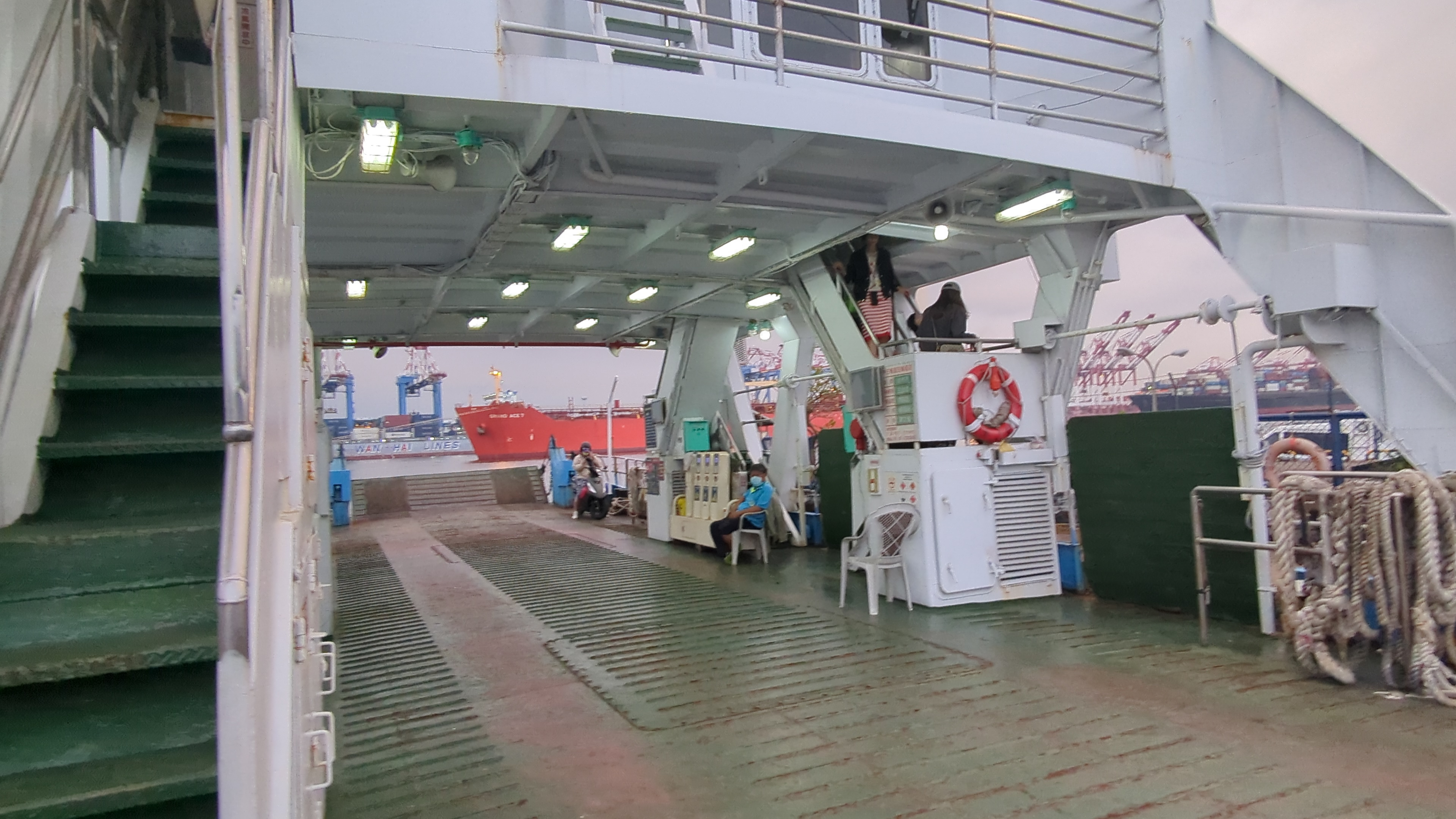
平安輪一樓甲板車輛停放區
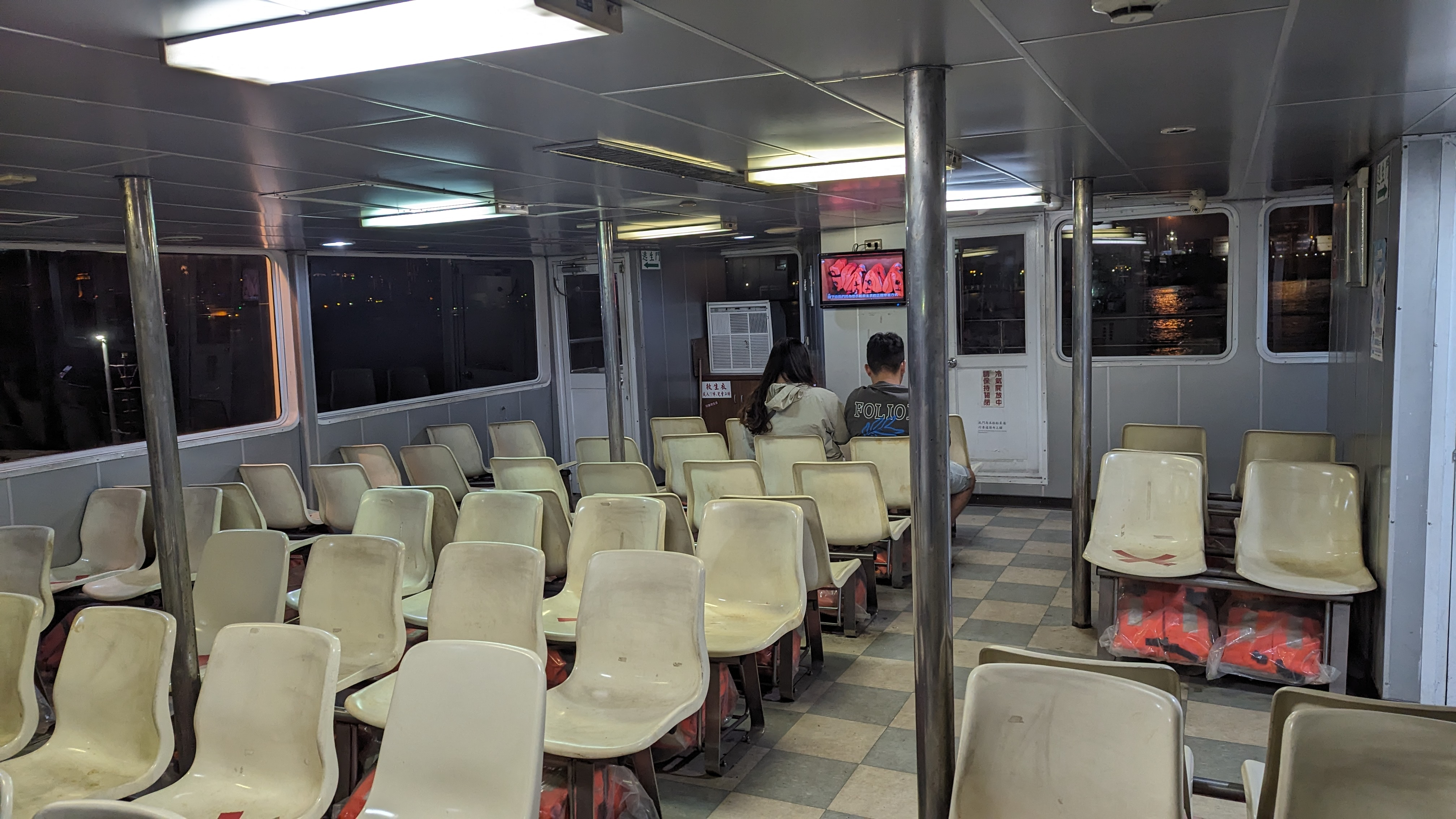
平安輪二樓甲板
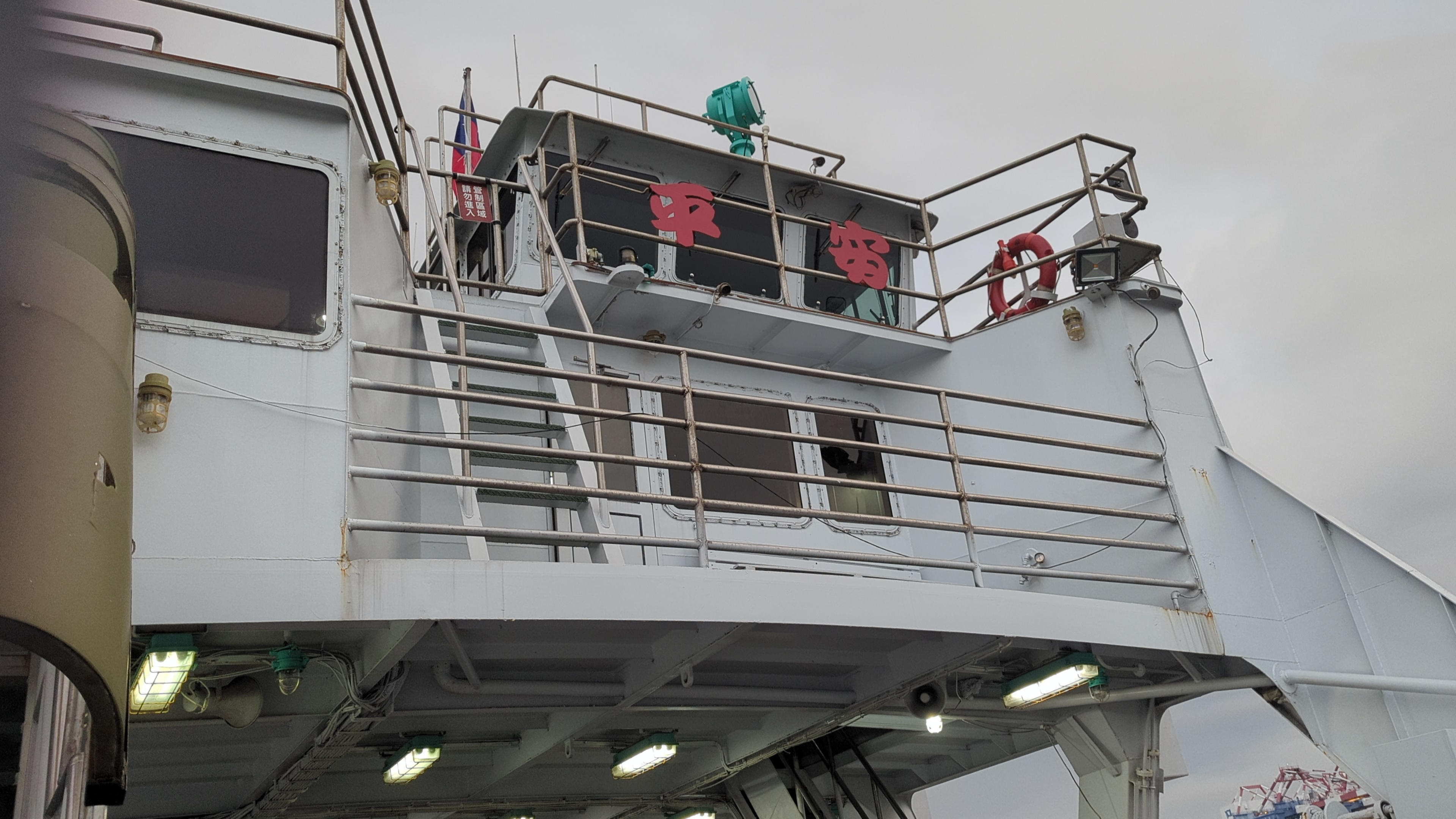
平安輪二樓甲板陽台及駕駛艙外觀
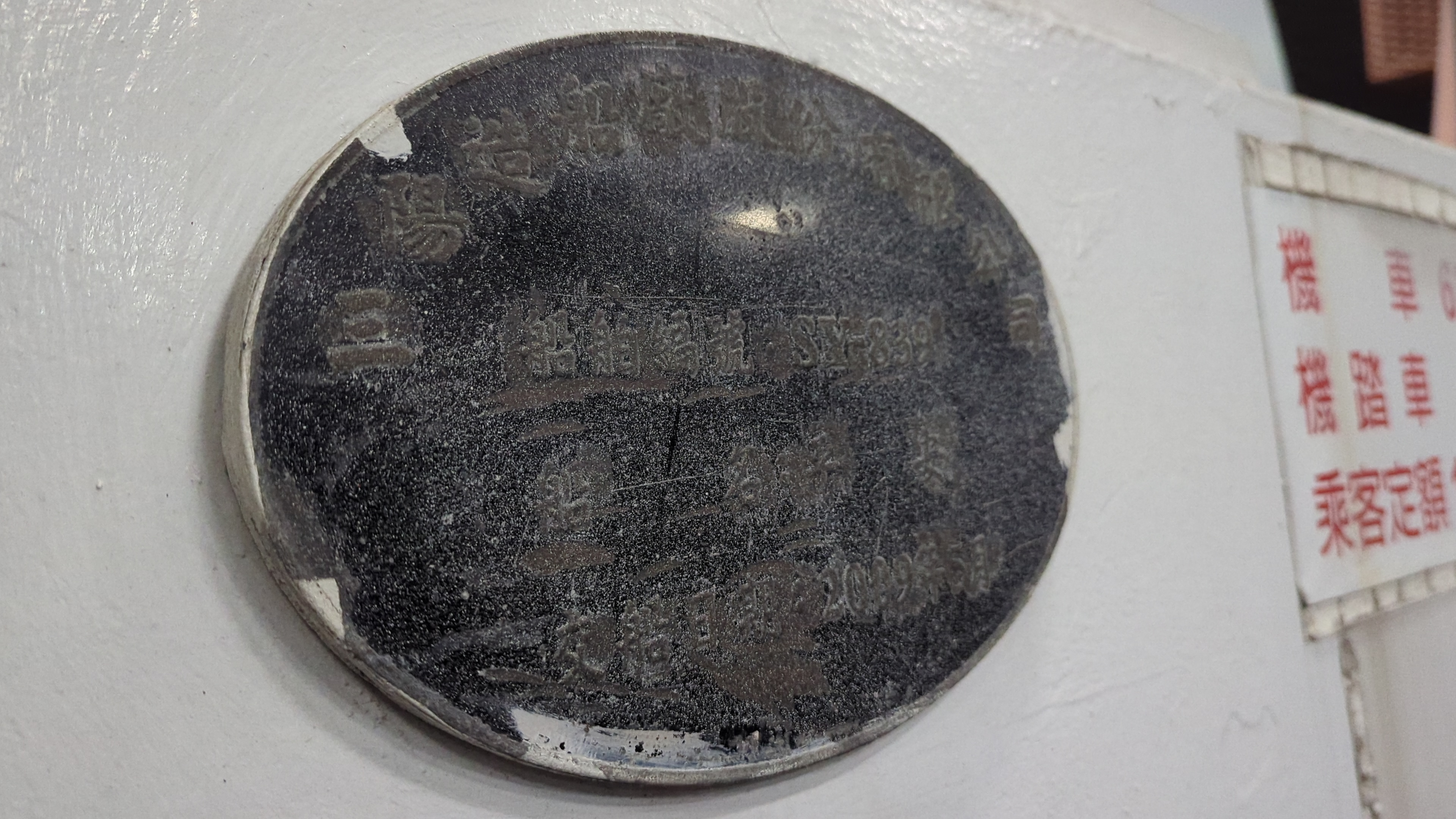
平安輪三陽造船廠銘版